# Cinque Nazioni 1989
Il Cinque Nazioni 1989 (in inglese 1989 Five Nations Championship; in francese Tournoi des Cinq Nations 1989; in gallese Pencampwriaeth y Pum Gwlad 1989) fu la 60ª edizione del torneo annuale di rugby a 15 tra le squadre nazionali di Francia, Galles, Inghilterra, Irlanda e Scozia, nonché la 95ª in assoluto considerando anche le edizioni dell'Home Nation Championship.
La Francia, campione uscente insieme alla Scozia, si impose in solitaria proprio all'ultima giornata, all'inizio della quale era terza dietro la citata Scozia e l'Inghilterra dalla quale era stata sconfitta nel turno precedente; tuttavia il Galles, che non aveva più nulla da chiedere alla classifica se non evitare il Whitewash, batté gli inglesi a Cardiff mentre la Francia batteva e scavalcava la Scozia lasciando le due britanniche appaiate alle sue spalle.
Per la Francia si trattò del quarto titolo consecutivo e diciassettesimo complessivo.
Il valore delle marcature, come stabilito dall’IRFB nel 1977, era: 4 punti per ciascuna meta (6 se trasformata), 3 punti per la realizzazione di ciascun calcio piazzato, idem per il drop.

## Nazionali partecipanti e sedi
| Squadra     | Città     | Impianto interno   |
| ----------- | --------- | ------------------ |
| Francia     | Parigi    | Parco dei Principi |
| Galles      | Cardiff   | National Stadium   |
| Inghilterra | Londra    | Twickenham         |
| Irlanda     | Dublino   | Lansdowne Road     |
| Scozia      | Edimburgo | Murrayfield        |

## Risultati

### 1ª giornata
| Arbitro: | Brian Anderson |

|           |      |                             |
| Mullin    | mt   | Blanco Lafond Lagisquet (2) |
| Kiernan   | tr   | Lafond 2                    |
| Kiernan 5 | c.p. | Lafond 2                    |

| Arbitro: | Jean-Claude Doulcet |

|                          |      |         |
| Armstrong Chalmers White | mt   | M. Hall |
| Dods                     | tr   |         |
| Dods 2                   | c.p. | Bowen   |
| Chalmers                 | drop |         |

### 2ª giornata
| Arbitro: | Roger Quittenton |

|              |      |              |
| M. Jones     | mt   | Dean Mannion |
|              | tr   | Kiernan      |
| Thorburn (3) | c.p. | Kiernan 3    |

| Arbitro: | Guy Maurette |

|                   |      |          |
|                   | mt   | Jeffrey  |
|                   | tr   | Dods     |
| Andrew (2) Webb 2 | c.p. | Dods (2) |

### 3ª giornata
| Arbitro: | Les Peard |

|                               |      |              |
| Berbizier Blanco (2) Dintrans | mt   |              |
| Lafond (3)                    | tr   |              |
| Lafond (2)                    | c.p. | Thorburn (4) |
| Mesnel                        | drop |              |

| Arbitro: | Jim Fleming |

|         |      |                |
|         | mt   | Moore Richards |
|         | tr   | Andrew         |
| Kiernan | c.p. | Andrew (2)     |

### 4ª giornata
| Arbitro: | Stephen Hilditch |

|                     |      |  |
| Carling A. Robinson | mt   |  |
| Andrew              | c.p. |  |

| Arbitro: | Kerry Fitzgerald |

|                           |      |                   |
| Cronin Jeffrey Tukalo (3) | mt   | Dunlea Mullin (2) |
| Dods (4)                  | tr   | Kiernan (3)       |
| Dods (3)                  | c.p. | Kiernan           |

### 5ª giornata
| Arbitro: | Owen Doyle |

|                            |      |      |
| Berbizier Blanco Lagisquet | mt   |      |
| Bérot (2)                  | tr   |      |
| Bérot                      | c.p. | Dods |

| Arbitro: | Kerry Fitzgerald |

|              |      |            |
| Hall         | mt   |            |
| Thorburn     | tr   |            |
| Thorburn (2) | c.p. | Andrew (2) |
|              | drop | Andrew     |

## Classifica
| Pos | Squadra     | G | V | N | P | PF | PS | DP  | Pt |
| --- | ----------- | - | - | - | - | -- | -- | --- | -- |
| 1   | Francia     | 4 | 3 | 0 | 1 | 76 | 47 | +29 | 6  |
| 2   | Inghilterra | 4 | 2 | 1 | 1 | 48 | 27 | +21 | 5  |
| 3   | Scozia      | 4 | 2 | 1 | 1 | 75 | 59 | +16 | 5  |
| 4   | Irlanda     | 4 | 1 | 0 | 3 | 64 | 92 | −28 | 2  |
| 5   | Galles      | 4 | 1 | 0 | 3 | 44 | 82 | −38 | 2  |